# Trnovlje pri Celju
Trnovlje pri Celju este o localitate din comuna Celje, Slovenia, cu o populație de 1.109 locuitori.